# محوطه باغ بزرگ ملقرنی
محوطه باغ بزرگ ملقرنی در شهرستان سقز، بخش مرکزی، روستای ملقرنی واقع شده و این اثر در تاریخ ۱۰ دی ۱۳۸۱ با شمارهٔ ثبت ۶۸۶۳ به‌عنوان یکی از آثار ملی ایران به ثبت رسیده است.